# 孔达米讷 (安省)
孔达米讷（法語：Condamine，法語發音：[kɔ̃damin] ⓘ）是法国东部安省的一个市镇，属于楠蒂阿区。

## 地理
孔达米讷（46°6'32"N, 5°33'4"E）面积4.64 平方千米，位于法国奥弗涅-罗讷-阿尔卑斯大区安省，该省份为法国东部省份，北起汝拉省，西北接索恩-卢瓦尔省，西接罗讷省和里昂大都会，南至伊泽尔省，东与萨瓦省、上萨瓦省和瑞士接壤。
与孔达米讷接壤的市镇（或旧市镇、城区）包括：舍维拉尔、马亚、维约迪兹纳沃。

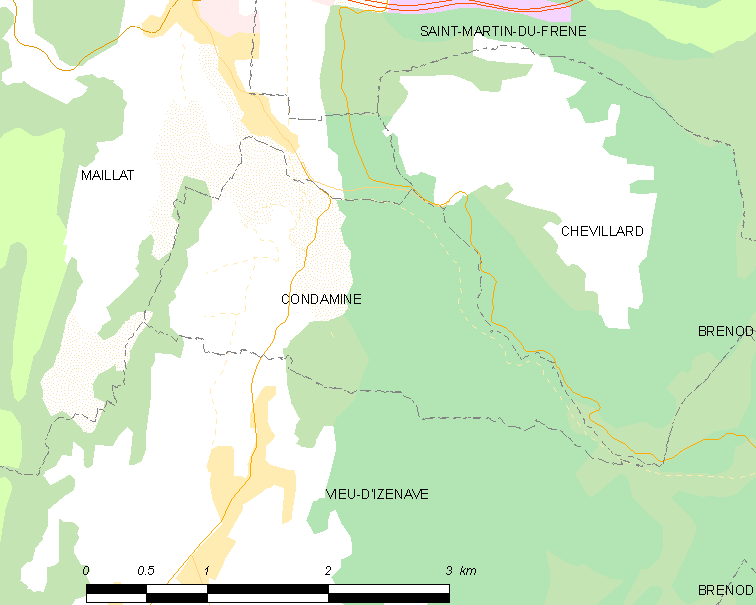
的OSM定位图

孔达米讷的时区为UTC+01:00、UTC+02:00（夏令时）。

## 行政
孔达米讷的邮政编码为01430，INSEE市镇编码为01112。

## 政治
孔达米讷所属的省级选区为普拉托多特维尔县。

## 人口

1962-2008年间人口变化图示

孔达米讷于2022年1月1日时的人口数量为477人。